# Éternoz-Vallée-du-Lison
Éternoz-Vallée-du-Lison ist eine französische Gemeinde mit 345 Einwohnern (Stand: 1. Januar 2022) im Département Doubs in der Region Bourgogne-Franche-Comté. Sie gehört zum Arrondissement Besançon und ist Mitglied im Gemeindeverband Communauté de communes Loue-Lison.
Sie entstand mit Wirkung vom 1. Januar 2025 als Commune nouvelle durch Zusammenlegung der bis dahin selbstständigen Gemeinden Éternoz und Saraz. Communes déléguées sind hierbei die ehemalige Gemeinde Saraz und die ehemaligen Communes associées von Éternoz, Alaise, Coulans-sur-Lizon, Doulaize und Refranche. Der Verwaltungssitz befindet sich in Éternoz.

## Gemeindegliederung
| Ortsteil                  | Ehemaliger INSEE-Code | PLZ   | Einwohnerzahl (2022) |
| ------------------------- | --------------------- | ----- | -------------------- |
| Éternoz (Verwaltungssitz) | 25223                 | 25330 | 222                  |
| Saraz                     | 25533                 | 25330 | 020                  |
| Alaise                    | 25010                 | 25330 | 042                  |
| Coulans-sur-Lizon         | 25168                 | 25330 | 022                  |
| Doulaize                  | 25205                 | 25330 | 020                  |
| Refranche                 | 25484                 | 25330 | 019                  |

## Geografie

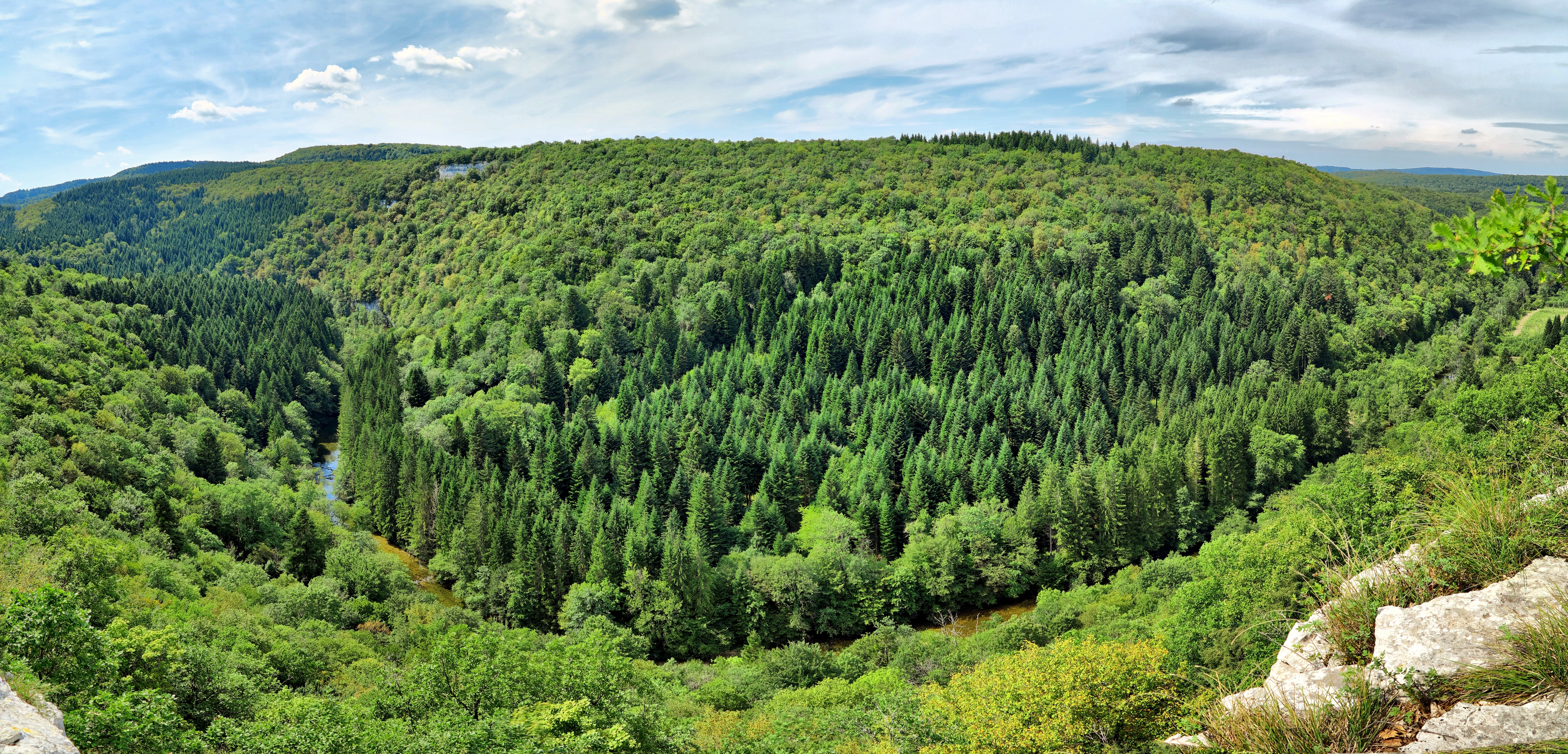
Tal des Lison

Éternoz-Vallée-du-Lison liegt etwa 26 Kilometer südlich der Stadt Besançon (Luftlinie) an der Grenze zum benachbarten Département Jura in der historischen Provinz Franche-Comté. Die Gemeinde erstreckt sich im französischen Jura-Gebirge in einer Talmulde des Ruisseau de la Vau am westlichen Rand des Plateaus von Amancey, beiderseits des Taleinschnitts des Lisons.
Das Gemeindegebiet wird von Süden nach Norden vom gewundenen Flusslauf des Lisons in einem engen Tal durchquert, das bis zu 150 m in die umgebenden Plateaus eingeschnitten ist. Der tiefste Punkt von Éternoz wird auch mit 315 m am Austritt des Lisaon aus dem Gemeindegebiet im Süden gemessen. Das Zentrum liegt auf einer Höhe von etwa 510 m. Die Hänge sind verschiedenenorts von markanten Kalkfelswänden durchzogen. Auch die beiden von Osten mündenden Seitenbäche Ruisseau de la Vau und Coulans weisen tiefe Erosionstäler auf. Östlich des Lisons dehnt sich das Plateau von Éternoz aus, das teils bewaldet (Bois des Bornes) und teils von Wiesland bestanden ist. Eine rund 100 m hohe Geländestufe leitet von diesem Plateau zum Hochplateau von Amancey über und erreicht auf Sur la Chaux 611 m. Die höchste Erhebung von Éternoz wird mit 670 m am Hang unterhalb von Montmahoux erreicht. Ein kleinerer Anteil des Gemeindebodens liegt westlich des Lisons und umfasst die gewellte Hochfläche von Alaise sowie die angrenzenden Waldgebiete Bois Monniot, Bois de Séchin und Forêt de Fertans (bis 620 m).
Teile des Gebiets von Éternoz-Vallée-du-Lison gehören zu den Natura-2000-Schutzgebieten „Vallées de la Loue et du Lison“ (FR4301291) und (FR4312009) sowie von fünf ZNIEFF-Naturzonen.
Nachbargemeinden von Éternoz-Vallée-du-Lison sind Lizine und Malans im Norden, Amancey und Déservillers im Osten, Montmahoux, Nans-sous-Sainte-Anne im Süden, Saizenay und Salins-les-Bains (beide Département Jura) im Südwesten sowie Myon im Westen.

## Sehenswürdigkeiten
| Name                                      | Ort               | Bemerkungen                            | Bild |
| ----------------------------------------- | ----------------- | -------------------------------------- | ---- |
| Kirche Saint-Laurent                      | Éternoz           | Frühes 19. Jahrhundert                 |      |
| Kapelle Sainte-Anne                       | Saraz             | 17. Jahrhundert                        |      |
| Kirche La Nativité-de-Saint-Jean-Baptiste | Alaise            | 13. Jahrhundert                        |      |
| Kirche Saint-Pierre                       | Coulans-sur-Lison | Mit einem Chor aus dem 14. Jahrhundert |      |
| Schloss Refranche                         | Refranche         | 16. Jahrhundert                        |      |

## Sport und Freizeit
Der GRP Entre Loue et Lison au Pays de Courbet oder auch Tour du Pays de Courbet genannt, ist ein 106 Kilometer langer Rundwanderweg der auch durch Éternoz-Vallée-du-Lison führt.

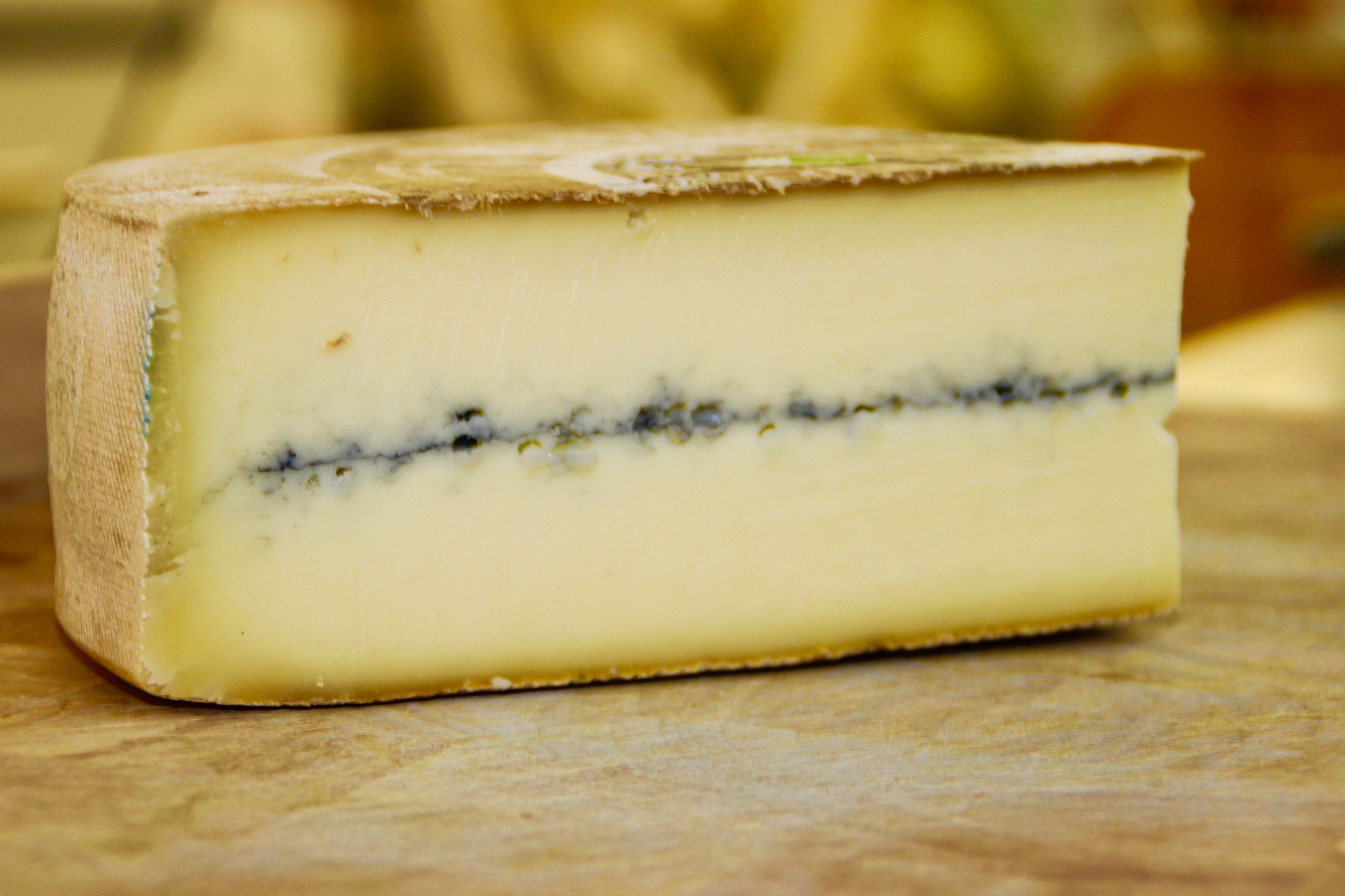
Morbier

## Wirtschaft
Éternoz-Vallée-du-Lison liegt in den Zonen AOC
- des Holzes des Jura, gewonnen aus Weiß-Tannen oder der Gemeinen Fichte und der Käsesorten
  - Comté, ein Hart-Rohmilchkäse und
  - Morbier, ein Rohmilchkäse mit einem charakteristischen Streifen aus Pflanzenasche.[4]

Éternoz und Saraz waren bis weit ins 20. Jahrhundert hinein vorwiegend durch die Landwirtschaft (Ackerbau, Obstbau und Viehzucht) und die Forstwirtschaft geprägte Dörfer. Daneben gibt es heute einige Betriebe des Klein- und Mittelgewerbes, darunter ein Unternehmen, das elektrische Motoren herstellt, und eine Sägerei. Mittlerweile hat sich Éternoz-Vallée-du-Lison auch zu einer Wohngemeinde gewandelt. Viele Erwerbstätige sind Wegpendler, die in den größeren Ortschaften der Umgebung ihrer Arbeit nachgehen.

## Verkehr
Éternoz-Vallée-du-Lison liegt abseits größerer Durchgangsstraßen, ist aber von der Departementsstraße D 492, der ehemaligen Route nationale 492, die von Ornans nach Salins-les-Bains führt, erreichbar. Nachgeordnete Departementsstraßen und lokale Landstraßen verbinden die Ortsteile miteinander und mit den Nachbargemeinden.